# ケプラー770b
ケプラー770b（英語: Kepler-770b）は、地球から約2500光年離れた位置にある恒星ケプラー770を公転している太陽系外惑星である。2016年にケプラー宇宙望遠鏡の観測によって発見された。地球の2.3倍の半径を持ち、恒星の周りを約19日で公転しているとされている。
| 海王星 | ケプラー770b |
| ------ | ------------ |
| 海王星 | Exoplanet    |